# Hanky Panky
"Hanky Panky" drugi je singl američke pjevačice Madonne sa soundtracka I'm Breathless za film Dick Tracy. Kao singl je izdan 30. lipnja 1990. pod Sire Recordsom.

## O pjesmi
Madonna je u jednom gostovanju rekla kako ova pjesma ima erotsku pozadinu jer spank (eng. udarac dlanom) koji se spominje u pjesmi nije onaj kada si zločest nego erotski.
"Hanky Panky" je debitirao na Billboardovoj Hot 100 na 40. poziciji, dok je "Vogue" polako silazio s ljestvice. Singl je dospio na 10. mjesto, više zahvaljujući prodaji singla. 
Ovo je prvi singl još od "Like a Virgin" koji nije dospio na francusku ljestvicu najboljih singlova. Tose dogodilo zbog malo broja primjeraka singla koji su se mogli kupiti.
U ostalim zemljama je bio više uspješan, s time da je u Top 10 dospio u Kanadi, Australiji, Irskoj, Italiji i Južnoj Africi. U Ujedinjenom Kraljevstvu je singl bio vrlo uspješan s 2. mjestom i prodanih 205.733 kopija. 
Za pjesmu nikada nije snimljen službeni video, već se koristio live nastup Madonne s Blond Ambition World Tour.

## Popis formata i pjesama
U.S. kaseta i 7" singl
1. "Hanky Panky" (3:57)
2. "More" (4:56)

Australski/US/Europski Maxi-Singl
1. Hanky Panky - (Bare Bones Single Mix)  3:57
2. Hanky Panky - (Bare Bottom Twelve Inch Mix)  6:36
3. More 4:56

## Na ljestvicama
| Ljestvica (1990)       | Pozicija |
| ---------------------- | -------- |
| Australija             | 6        |
| Austrija               | 20       |
| Europa                 | 4        |
| Irska                  | 3        |
| Italija                | 7        |
| Japan                  | 17       |
| Južnoafrička Republika | 7        |
| Kanada                 | 2        |
| Nizozemska             | 13       |
| Njemačka               | 21       |
| Španjolska             | 13       |
| Švicarska              | 15       |
| Ujedinjeno Kraljevstvo | 2        |
| U.S. Billboard Hot 100 | 10       |
| U.S. ARC Weekly Top 40 | 7        |